# Karl vom Stein zum Altenstein
Karl vom Stein zum Altenstein, född 1 oktober 1770 i Schalkhausen vid Ansbach, död 14 maj 1840 i Berlin, var en preussisk friherre och statsman.

## Biografi
Altenstein blev 1808 efter Heinrich Friedrich Karl vom und zum Steins avgång finansminister och medverkade vid Berlinuniversitets grundande året särpå. Han fick redan 1810 avsked från detta ämbete, då han inte kunde finna någon utväg att skaffa de krigskontributioner fransmännen krävde, utan föreslog, att Schlesien i stället skulle erbjudas Frankrike. 
Mera betydelsefull var Altensteins verksamhet såsom kultusminister (1817–1838), varunder han genom undervisningslagen av 1819 lade grundvalen till det preussiska undervisningsväsendet. De sista åren av hans ämbetstid upptogs av svåra stridigheter mellan regeringen och dels gammallutheranerna, dels de romersk-katolska biskoparna.